# Le Pyromane
Le Pyromane (De Pyromaan) est un mini-récit de douze planches de la série de bande dessinée néerlandaise créé par Henk Kuijpers, publié dans l'hebdomadaire néerlandais Eppo no 44 en 1979, puis édité dans le sixième tome Het Monster van de Moerplaat en 1982.
En France, il est imprimé dans l'hebdomadaire Spirou no 2309 du 15 juillet 1982.

## Descriptions

### Synopsis
Alors que le film à succès Le Pyromane II sort à Groterdam, Franka est témoin d'incendie dans l'immeuble et se précipite au cabine téléphonique pour signaler les pompiers. Un peu plus tard, elle découvre qu'il s'agit d'un crime volontaire…

### Personnages
- Franka
- Rooie Dirk, capitaine de De Neeltje.
- Bars, le chien de Franka.
- Aal de Glibber
- Kees et Leon

### Lieu fictif
- Groterdam

## Développement

### DuEppoà Oberon
Le mini-récit de douze planches De Pyromaan est passé sous l'impression pour le magazine Eppo du no 44 au no 48 en 1979. L'éditeur le rassemble avec un autre mini récit De Saboteur (Le Saboteur, inédit en France) dans le sixième tome Het Monster van de Moerplaat en 1982, également inédit dans les pays francophones.

### Spirou
Traduit en français, Le Pyromane est lu dans Spirou du no 2309 du 15 juillet 1982 au no 2311 du 29 juillet 1982.

## Annexe